# Chastel-Arnaud
Chastel-Arnaud är en kommun i departementet Drôme i regionen Auvergne-Rhône-Alpes i sydöstra Frankrike. Kommunen ligger i kantonen Saillans som tillhör arrondissementet Die. År 2022 hade Chastel-Arnaud 48 invånare.

## Befolkningsutveckling
Antalet invånare i kommunen Chastel-Arnaud
Referens:INSEE